# Kentrell Gransberry
Kentrell Gransberry (Baton Rouge, 1º agosto 1985) è un ex cestista statunitense, professionista nella NBDL.